# Zona Libre (Cienciología)
Zona Libre (en inglés Free Zone), o más recientemente identificada como Cienciología Independiente, comprende una variedad de grupos e individuos independientes no afiliados que practican las creencias y técnicas de Cienciología independientemente de la Iglesia de Cienciología. Tales practicantes van desde aquellos que se adhieren estrechamente a las enseñanzas originales del fundador de la Cienciología, L. Ron Hubbard, a aquellos que han adaptado sus prácticas hasta ser casi irreconocibles como Cienciología.
El término "Zona Libre" fue originalmente utilizado por una sola organización, pero el término ahora se aplica comúnmente a todos los grupos de cienciólogos que no pertenecen a la Iglesia de la Cienciología, aunque muchos disputan la aplicación del término a ellos mismos. La International Freezone Association, el grupo cuyo nombre fue adoptado como término genérico para la Cienciología independiente, no fue el primer grupo de cienciólogos independiente; la Asociación de Auditores Dianéticos de California, el grupo separatista más antiguo que aún existe, afirma haberse fundado en diciembre de 1950, antes que la propia Iglesia de la Cienciología.
Un comunicado de prensa de noviembre de 2004 publicado por la International Freezone Association citó un encargo escrito por Hubbard: "... antes de irte, susurra esto a tus hijos y sus hijos: "EL TRABAJO ERA GRATIS. HAY QUE MANTENERLO ASÍ"".
La revista «Skeptic» describió la Zona Libre como: "un grupo fundado por ex-cienciólogos para promover las ideas de L. Ronald Hubbard independientemente de la Iglesia de la Cienciología". Un artículo del «Miami Herald» escribió que los ex-cienciólogos se unieron a la Zona Libre porque sentían que el liderazgo de la Iglesia de la Cienciología se había "desviado de las enseñanzas originales de Hubbard".